# Authors Guild
La Authors Guild è la più antica e grande organizzazione professionale per scrittori negli Stati Uniti, impegnata nella tutela della libertà di espressione e della protezione del diritto d'autore. Fondata nel 1912 con il nome di Authors League of America, ha avuto tra i suoi membri del consiglio autori di fama internazionale, tra cui vincitori del Premio Nobel, del Premio Pulitzer e del National Book Award. Conta oltre 9 000 membri, ai quali offre consulenza legale gratuita, supporto nella gestione dei contratti editoriali, servizi assicurativi e assistenza nella concessione di licenze e nella riscossione dei diritti d'autore.